# اکیمارادی
اکیمارادی (به انگلیسی: Akkimaradi) یک روستا در هند است که در کارناتاکا واقع شده‌است.